# Croatie aux Jeux olympiques de la jeunesse d'hiver de 2012
La Croatie a participé aux Jeux olympiques de la jeunesse d'hiver de 2012 à Innsbruck en Autriche du 13 au 22 janvier 2012. L'équipe croate était composée de 9 athlètes dans 6 sports.

## Résultats

### Biathlon
La Croatie a qualifié un homme.
Homme
| Athlète     | Épreuve   | Finale        | Finale  | Finale |
| Athlète     | Épreuve   | Temps         | Manqués | Rang   |
| ----------- | --------- | ------------- | ------- | ------ |
| Matej Burić | Sprint    | 21 min 28 s 3 | 2       | 19     |
| Matej Burić | Poursuite | 32 min 55 s 8 | 6       | 21     |

### Hockey sur glace
La Croatie a qualifié un homme pour la compétition d'agilité.
| Athlète(s)     | Épreuve            | Qualification | Qualification | Grande finale | Grande finale |
| Athlète(s)     | Épreuve            | Points        | Rang          | Points        | Rang          |
| -------------- | ------------------ | ------------- | ------------- | ------------- | ------------- |
| Matija Miličić | Concours d'agilité | 11            | 8 Q           | 14            | 6             |

### Luge
La Croatie a qualifié deux femmes.
Femmes
| Athlète     | Épreuve       | Finale   | Finale   | Finale         | Finale |
| Athlète     | Épreuve       | Manche 1 | Manche 2 | Total          | Rang   |
| ----------- | ------------- | -------- | -------- | -------------- | ------ |
| Ema Bago    | Simple femmes | 42 s 351 | 42 s 379 | 1 min 24 s 730 | 22     |
| Petra Petko | Simple femmes | 42 s 094 | 41 s 780 | 1 min 23 s 874 | 21     |

### Ski alpin
La Croatie a qualifié un homme et une femme en ski alpin.
Homme
| Athlète     | Épreuve      | Finale        | Finale   | Finale          | Finale          |
| Athlète     | Épreuve      | Manche 1      | Manche 2 | Total           | Rang            |
| ----------- | ------------ | ------------- | -------- | --------------- | --------------- |
| Istok Rodeš | Slalom       | 41 s 15       | 40 s 84  | 1 min 21 s 99   | 9               |
| Istok Rodeš | Slalom géant | 57 s 82       | 56 s 64  | 1 min 54 s 46   | 6               |
| Istok Rodeš | Super-G      |               |          | N'a pas terminé | N'a pas terminé |
| Istok Rodeš | Combiné      | 1 min 05 s 51 | 37 s 70  | 1 min 43 s 21   | 9               |

Femme
| Athlète       | Épreuve      | Finale        | Finale           | Finale           | Finale           |
| Athlète       | Épreuve      | Manche 1      | Manche 2         | Total            | Rang             |
| ------------- | ------------ | ------------- | ---------------- | ---------------- | ---------------- |
| Saša Tršinski | Slalom       | 41 s 95       | N'a pas terminée | N'a pas terminée | N'a pas terminée |
| Saša Tršinski | Slalom géant | 59 s 40       | 1 min 00 s 16    | 1 min 59 s 56    | 11               |
| Saša Tršinski | Super-G      |               |                  | 1 min 07 s 07    | 12               |
| Saša Tršinski | Combiné      | 1 min 06 s 93 | 38 s 28          | 1 min 45 s 21    | 14               |

### Ski de fond
La Croatie a qualifié une équipe d'un homme et d'une femme.
Homme
| Athlète           | Épreuve      | Finale        | Finale |
| Athlète           | Épreuve      | Temps         | Rang   |
| ----------------- | ------------ | ------------- | ------ |
| Krešimir Crnković | 10 km hommes | 33 min 27 s 4 | 32     |

Femme
| Athlète    | Épreuve     | Finale        | Finale |
| Athlète    | Épreuve     | Temps         | Rang   |
| ---------- | ----------- | ------------- | ------ |
| Rea Raušel | 5 km femmes | 16 min 59 s 1 | 25     |

Sprint
| Athlète           | Épreuve       | Qualification | Qualification | Quart de finale | Quart de finale | Demi-finale   | Demi-finale   | Finale        | Finale        |
| Athlète           | Épreuve       | Total         | Rang          | Total           | Rang            | Total         | Rang          | Total         | Rang          |
| ----------------- | ------------- | ------------- | ------------- | --------------- | --------------- | ------------- | ------------- | ------------- | ------------- |
| Krešimir Crnković | Sprint hommes | 1 min 54 s 08 | 35            | Non qualifié    | Non qualifié    | Non qualifié  | Non qualifié  | Non qualifié  | Non qualifié  |
| Rea Raušel        | Sprint femmes | 2 min 15 s 16 | 35            | Non qualifiée   | Non qualifiée   | Non qualifiée | Non qualifiée | Non qualifiée | Non qualifiée |

## Snowboard
La Croatie a qualifié une femme en half-pipe et en slopestyle. Finalement, une seule athlète participe dans les deux épreuves.
Femme
| Athlète            | Épreuve           | Qualification | Qualification | Qualification | Demi-finale   | Demi-finale   | Demi-finale   | Finale        | Finale        | Finale        |
| Athlète            | Épreuve           | Manche 1      | Manche 2      | Rang          | Manche 1      | Manche 2      | Rang          | Manche 1      | Manche 2      | Rang          |
| ------------------ | ----------------- | ------------- | ------------- | ------------- | ------------- | ------------- | ------------- | ------------- | ------------- | ------------- |
| Paulina Berislavić | Half-pipe femmes  | 8,75          | 5,75          | 16            | Non qualifiée | Non qualifiée | Non qualifiée | Non qualifiée | Non qualifiée | Non qualifiée |
| Paulina Berislavić | Slopestyle femmes | 10,25         | 19,50         | 13            |               |               |               | Non qualifiée | Non qualifiée | Non qualifiée |